# Die Liebe einer Frau (chanson)
Singles de Mireille Mathieu
Du mußt mir gar nichts von Liebe sagen
(1981) Der Clochard
(1982)
Pistes de Die Liebe einer Frau
Bei mir bist du zu haus
Die Liebe einer Frau est une chanson en allemand interprétée par la chanteuse française Mireille Mathieu, sortie en 1981 en Allemagne sous le label Ariola.

## Reprises
Les deux chansons de ce 45 tours ne feront pas l'objet d'une reprise par la chanteuse.

## Principaux supports discographiques
La chanson se retrouve pour la première fois sur le 45 tours du même nom paru en 1981 en Allemagne avec cette chanson en face A et la chanson So will ich mit dir leben en face B. Elle se retrouvera également sur l'album de la même année Die Liebe einer Frau mais aussi sur quelques compilations CD comme celle sortie en 2014, Das Beste.